# Parque nacional de Kundelungu
El Parque nacional de Kundelungu (en francés: Parc national de Kundelungu) es un espacio protegido de Katanga en la República Democrática del Congo. Constituido desde la época colonial, recibió el estatus de parque nacional por la Ley N º 70-317 del 30 de noviembre de 1970 y N º 75-097 del 1 de marzo de 1975.
Con una superficie de 7.600 kilómetros cuadrados, el parque cuenta con una serie de mesetas y colinas de sabanas escalonadas entre 1200 y 1700 metros. Debe su fama a las cascadas de Lofoi, un afluente del Lufira. Estas caídas son en realidad las más altas de África y una de las más importantes del mundo, con 384 m de altura y un flujo constante de agua de 347 m.